# 旅行卡 (奧斯陸)

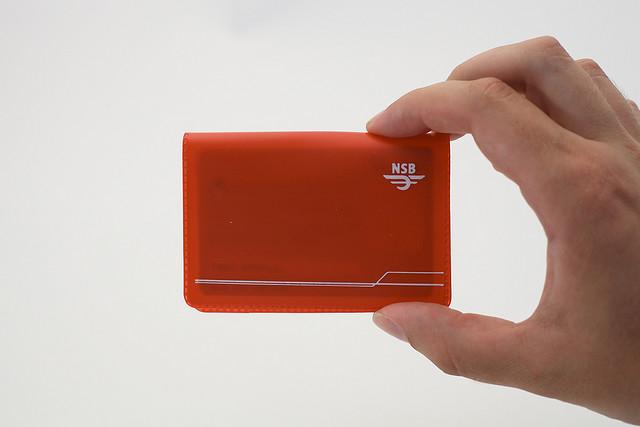
Flexus卡片以挪威國家鐵路卡片套包裹

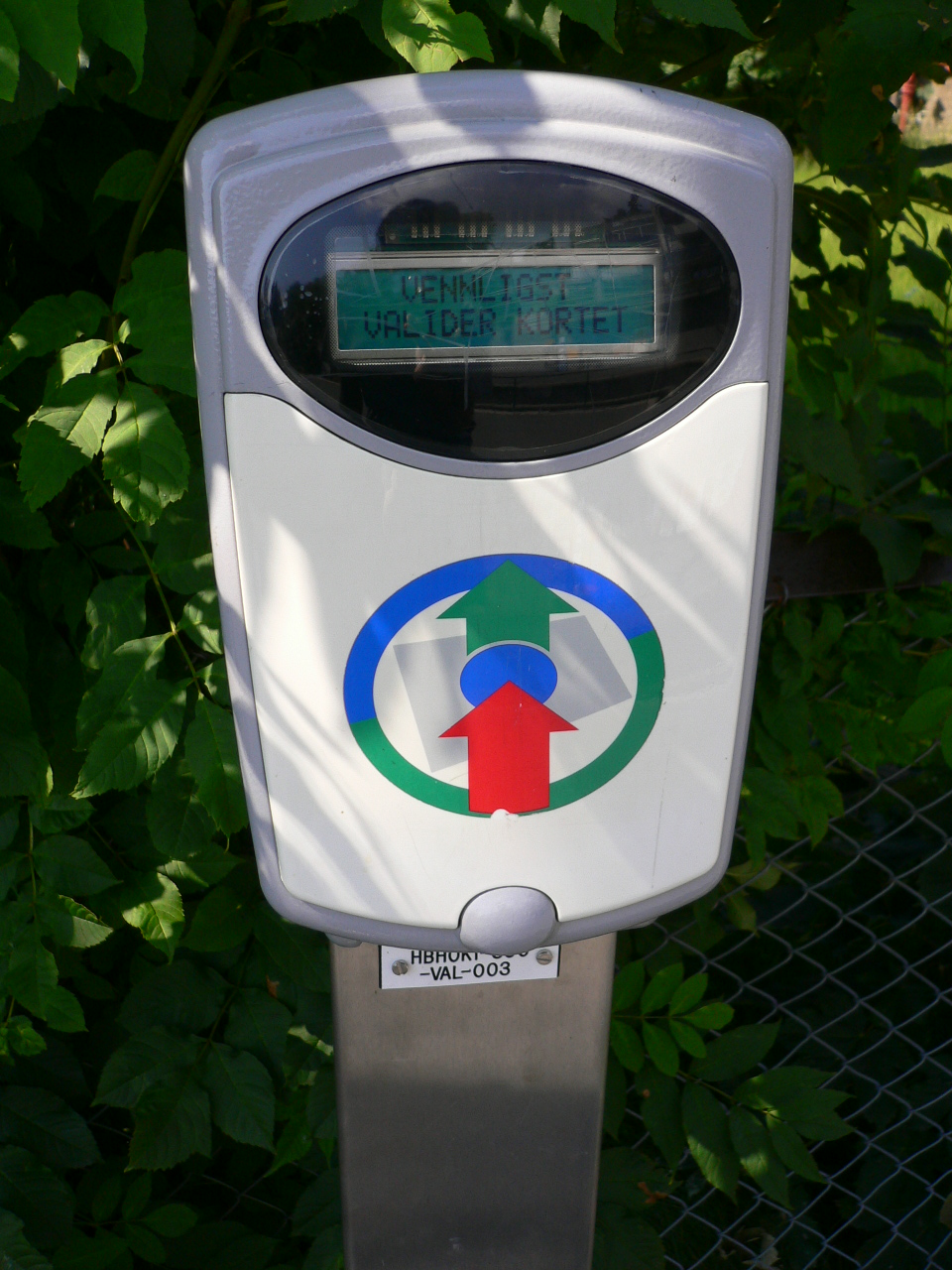
Flexus讀卡機

旅行卡，舊名為Flexus，是挪威大奧斯陸地區引入的公共交通電子車票系統，於2009年啟用。旅行卡系統取代了Ruter（舊奧斯陸公共交通管理局及Stor-奧斯陸本地交通）及由挪威國家鐵路於奧斯陸附近營運的通勤鐵路的所有紙質車票。截至2010年超過34萬張卡正在使用中。2011年，使用Flexus卡的兩間公司決定停用Flexus名稱和設計，但沿用之前的共同技術和購買資格。自該年起，挪威國家鐵路售賣的卡稱為NSB卡，而Ruter售賣的卡稱為Ruter旅行卡。
系統參考自荷蘭的OV晶片卡，該卡於2005年在鹿特丹開始發行。與OV晶片卡不同，旅行卡並不根據旅行距離提供彈性車費計算電子錢包，它只提供旅遊產品如週票和月票，並只在購買時指定的區域有效。